# Мастеница, Елена Николаевна
Еле́на Никола́евна Мастеница (род. 25 февраля 1961) — российский музеевед, кандидат исторических наук, доцент, заведующая кафедрой музеологии и культурного наследия Санкт-Петербургского государственного университета культуры и искусств.

## Биография
В 1983 году окончила филологический факультет Ленинградского государственного университета имени А.А. Жданова.
В 1983—1988 гг. работала старшим научным сотрудником Государственного музея истории Ленинграда. В 1989 году поступила в аспирантуру Научно-исследовательского института культуры Министерства культуры РСФСР и Академии наук СССР, которую окончила в 1992 году.
Кандидат исторических наук (1992).
С 1992 года преподаёт в Санкт-Петербургском государственном университете культуры и искусств на кафедре музеологии и культурного наследия (бывш. музееведения и экскурсоведения).
В 1992—1996 гг. — преподаватель. С 1997 года — доцент.
В 2010 году избрана исполняющей обязанности заведующего кафедрой, сменив на этом посту Сергееву Надежду Ивановну.
С сентября 2011 года — заместитель заведующего кафедрой, с 2015 года — заведующая кафедрой.
В сферу научных интересов Елены Николаевны входят история и теория музейного дела, сохранение и использование культурного наследия, способы его включения в современную жизнь, изучение культурных ресурсов региона в целях модернизации музеев, формирования культурной политики, развития дополнительного образования и культурного туризма.
Елена Николаевна — член Международной ассоциации исторической психологии имени профессора В.И. Старцева, а также участник сетевого сообщества «Российская культурология», член Международного комитета музеологии (ИКОФОМ) и международного совета музеев (ИКОМ) ЮНЕСКО.

## Награды
- Почётная грамота Законодательного собрания Санкт-Петербурга  (2015)
- Почётная грамота Министерства образования и науки Российской Федерации (2016)
- Почётное звание «Почётный работник сферы образования Российской Федерации» (2018)
- Почётный знак «За заслуги в развитии культуры и искусства» (27 ноября 2020 года, Межпарламентская ассамблея СНГ) — за значительный вклад в формирование и развитие общего культурного пространства государств — участников Содружества Независимых Государств, реализацию идей сотрудничества в сфере культуры и искусства[1].

## Избранная библиография
- История создания и развития литературных музеев Ленинграда [Текст] : автореф. дис. на соискание учёной степени канд. ист. наук / Е. Н. Мастеница. — М., 1992.
- Музеи Петербурга в зеркале прессы [Текст] : по материалам периодики / Е. Н. Мастеница, И. А. Козлов .— СПб.: СПбГУКИ, 2000.
- Музейно-педагогическая мысль в России [Текст] : исторические очерки / Л. М. Шляхтина, Е. Н. Мастеница .— СПб.: СПбГУКИ, 2006 .— 271 с.
- Музейная интерпретация истории как культурологическая проблема / Е. Н. Мастеница // Вопросы культурологии. Научно-практический и методический журнал.— № 9.— 2009.— С. 39—43.
- Музейные заповедники [Текст] : учебное пособие для студентов бакалавриата, направление 51.03.04 «Музеология и охрана объектов культурного и природного наследия» / Е. Н. Мастеница ; М-во культуры Российской Федерации, Санкт-Петербургский гос. ин-т культуры, Фак. мировой культуры, Каф. музеологии и культурного наследия. — СПб. СПбГИК, 2015. — 131 с.
- Музей и наследие в культуре XXI века : учеб. пособие / А. Н. Балаш, Ю. В. Зиновьева, И. А. Куклинова, Е. Н. Мастеница, А. С. Мухин; ред. Е. Н. Мастеница; ред.-сост. А. Н. Балаш ; М-во культуры РФ, С.-Петерб. гос. ин-т культуры. — СПб.: Изд-во РХГА, 2024. — 384 с. ISBN 978-5-94708-378-1, ISBN 978-5-907505-21-6